# Amazonas (álbum)
Amazonas es el sexto y último disco de estudio de Pedro Suárez-Vértiz, lanzado el 11 de junio de 2009.

## Lista de canciones
Todas las canciones fueron compuestas por Pedro Suárez-Vértiz.
| Amazonas |                                              |          |  |
| N.º      | Título                                       | Duración |  |
| 1.       | «Amazonas»                                   | 3:55     |  |
| 2.       | «Túnel del tiempo»                           | 4:15     |  |
| 3.       | «Hay un modo»                                | 3:34     |  |
| 4.       | «Mariló (con Huecco)»                        | 5:16     |  |
| 5.       | «Ella y él»                                  | 3:57     |  |
| 6.       | «Ponerme a volar»                            | 4:42     |  |
| 7.       | «Nadia (dúo con Juan Diego Florez)»          | 4:49     |  |
| 8.       | «El bailador»                                | 4:33     |  |
| 9.       | «Estoy cansado de llorar»                    | 3:34     |  |
| 10.      | «Se te pararían los pelos»                   | 3:57     |  |
| 11.      | «Tema del adiós»                             | 4:07     |  |
| 12.      | «Nadia (Single) (dúo con Juan Diego Florez)» | 4:02     |  |